# Kieran West
Kieran Martin West (Kingston upon Thames, 18 settembre 1977) è un canottiere britannico.
Ha vinto la medaglia d'oro olimpica nel canottaggio alle Olimpiadi 2000 svoltesi a Sydney, in particolare nella gara di otto con.
Ha partecipato anche alle Olimpiadi 2004.
Ha vinto, in diverse specialità, una medaglia d'oro (2002) e due medaglie d'argento (1999 e 2003) nell'ambito dei campionati del mondo di canottaggio.